# Super Mario 3D World
Super Mario 3D World is een platformspel voor Wii U en Nintendo Switch. Het spel werd uitgegeven door Nintendo en is ontwikkeld door dochteronderneming Nintendo Entertainment Analysis and Development. Het spel is uitgegeven op 29 november 2013 in Europa en is het vervolg op het Nintendo 3DS-spel Super Mario 3D Land uit 2011.

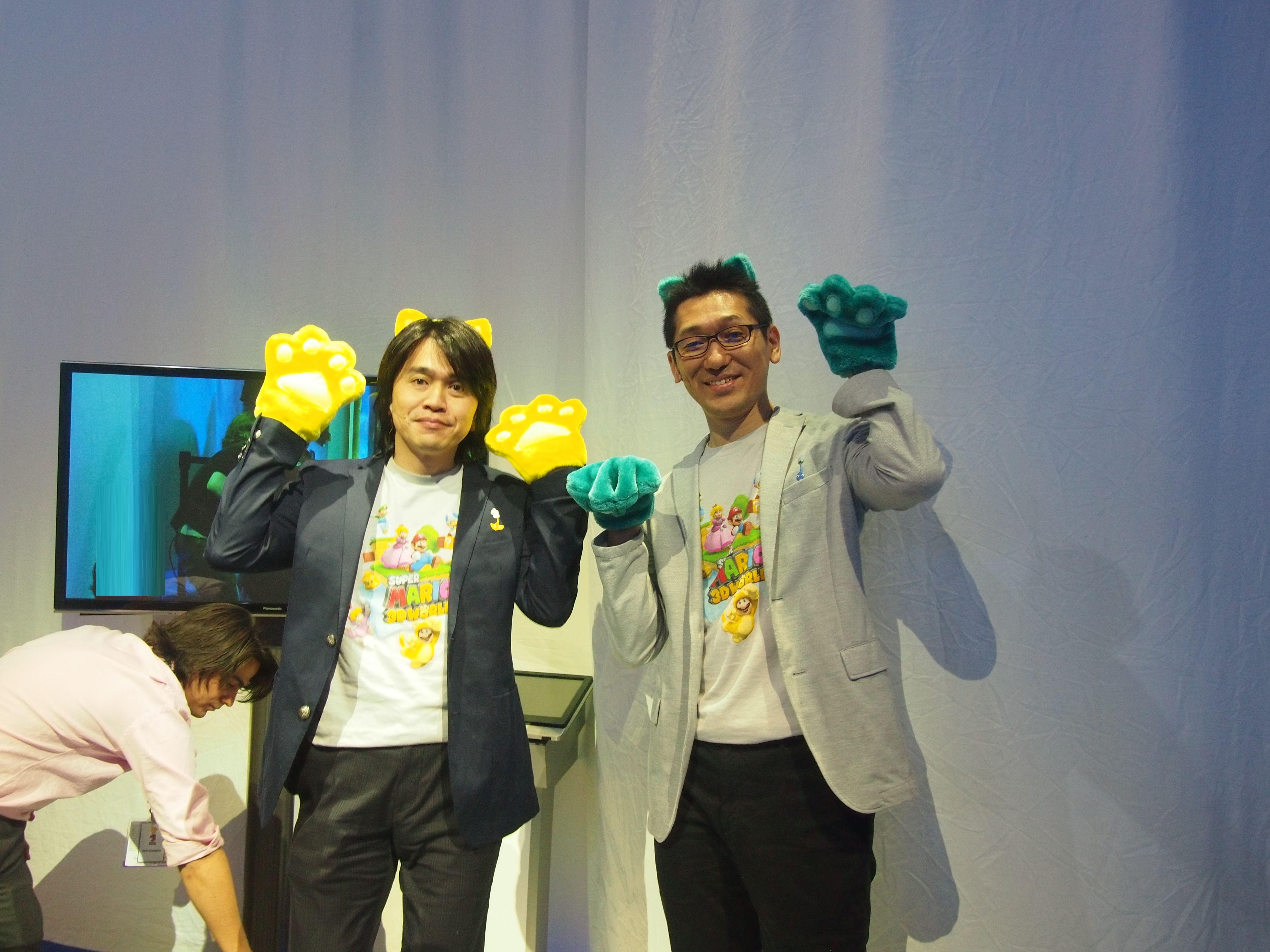
Yoshiaki Koizumi en Koichi Hayashida presenteren het spel op de E3 van 2013 in kattenkostuum.

## Spel
Het spel volgt een vergelijkbare speelstijl uit Super Mario 3D Land dat een combinatie is van vrije 3D-veldverkenning en 2D-platformactie. Spelers kunnen Luigi, Mario, Peach, Toad, in de Captain Toad levels Captain Toad en later ook Rosalina besturen. Het spel staat vooral bekend om de introductie van de 'Kat-Mario' power-up. Deze transformatie heeft veel weg van Tanuki-Mario. Verder heb je ook nog de boemerang power-up en de originele vuurbloem. (fireflower)
Het spel geeft de Wii U's GamePad meer functionaliteit door het scherm aan te raken of te blazen in de microfoon. Hiermee kunnen mechanismes worden geactiveerd, en verborgen blokken of voorwerpen worden gevonden. 

### Verhaal
Mario, Luigi, Peach en Toad vinden een glazen pijp. Nadat Mario en Luigi deze repareren verschijnt een groene fee-achtige Sprixie. Deze vertelt hen dat Bowser de rest van de Sprixies gevangen heeft genomen. Bowser komt "onverwacht" tevoorschijn en vangt de Sprixie. Mario en zijn vrienden springen in de buis en gaan hem achterna. Ze komen terecht in een wereld genaamd "Sprixieland" en gaan op zoek naar alle zeven gevangen Sprixies.

### Werelden
Het spel heeft zes genummerde werelden, elk met een missie om een Sprixie te redden:
- Wereld 1 (graswereld)
- Wereld 2 (woestijn)
- Wereld 3 (ijs)
- Wereld 4 (bergen)
- Wereld 5 (zee)
- Wereld 6 (wolken)

Daarna wordt het verhaal vervolgd in Wereld Kasteel en Wereld Bowser met eindbaas Bowser.
Het spel bevat daarna nog vier extra werelden: Wereld Ster, Wereld Paddenstoel, Wereld Bloem, en Wereld Kroon. In de laatste wereld vindt een enkele speler die het hoogste niveau heeft bereikt de Kampioensweg.
In totaal zijn 114 verschillende velden (levels) verdeeld in 12 werelden.

### Verzamelvoorwerpen
In Super Mario 3D World zijn diverse voorwerpen te vinden die de speler kan verzamelen. Er zijn groene sterren waarvan er in elk veld drie zijn verborgen. Bij een mini-baas is er één groene ster te verkrijgen, bij bonusvelden zijn er 10 of 30 sterren te winnen. Stempels zijn verborgen in vrijwel elk veld te vinden, en deze worden toegevoegd aan een speelkaart. Aan het einde van elk veld is er de vlaggenpaal, waarbij het doel is op de top van de paal te springen. Om een gouden vlag te krijgen moet de speler alle drie groene sterren in dat veld verzamelen.

## Spin-off
Op 2 januari 2015 kwam Captain Toad: Treasure Tracker uit voor Wii U, als spin-off spel van het onderdeel "Adventures of Captain Toad" uit Super Mario 3D World. Super Mario 3D World bevat vijf Toad-baas velden, de velden in Treasure Tracker zijn diepgaander en qua speelervaring verschillend, waardoor het een opzichzelfstaand spel is.

## Ontvangst
Super Mario 3D World ontving positieve recensies. Het kreeg een score van 92,5% op GameRankings gebaseerd op 54 recensies, en 93/100 op Metacritic gebaseerd op 83 recensies.
| Publicatie   | Score  |
| ------------ | ------ |
| GameRankings | 92,5%  |
| Metacritic   | 93/100 |
| Eurogamer    | 10/10  |
| IGN          | 9,6/10 |

## Verkoop
Van het spel zijn wereldwijd meer dan 4,6 miljoen exemplaren verkocht.

## Super Mario 3D World + Bowser's Fury
Super Mario 3D World + Bowser's Fury is een verbeterde versie van het oorspronkelijke spel dat werd uitgebracht op 12 februari 2021 voor de Nintendo Switch.

### Beschrijving
Het spel is een port van het origineel en voegt als nieuwe elementen iets snellere bewegingen toe, multiplayer via het internet, amiibo-functionaliteit voor het krijgen van power-ups, en de snapshot-functie voor het maken van een schermafdruk in het spel.
Naast deze extra gameplayelementen is er een extra campagne toegevoegd; Bowser's Fury. In deze open wereld moet Mario het samen met Bowser Jr. opnemen tegen een reusachtige versie van slechterik Bowser.

### Ontvangst
Op verzamelwebsite Metacritic heeft Bowser's Fury een score van 89%.